# Kazuto Tatsuta
Kazuto Tatsuta (竜田 一人, Tatsuta Kazuto) est un mangaka japonais.

## Biographie
En 2014, Kazuto Tatsuta a 49 ans. Au moment du séisme du 11 mars 2011, il vivait à Tokyo, sans que son activité de dessinateur ne lui assure assez de revenus pour subsister. Il décide alors d'aller à Fukushima et de se faire engager pour travailler aux restes de la centrale nucléaire de Fukushima. Il y travaille de juin à décembre 2012, puis en juillet et novembre 2014.

## Pseudonyme
Kazuto Tatsuta est un nom de plume. Comme l'auteur veut pouvoir retravailler à Fukushima, il ne souhaite pas que son nom réel soit connu. De même, il évite de donner des détails trop précis sur son activité passée à la centrale pour ne pas être identifié. Toutefois ses anciens collègues l'auraient reconnu. Le pseudonyme est emprunté à la Gare de Tatsuta sur la ligne JR Joban.

## Œuvre
- いちえふ 福島第一原子力発電所労働記 (2014)  (ISBN 978-4-06-388318-3)[6]
- Volume 2 (2015)  (ISBN 978-4-06-388396-1)
- Volume 3 (2015)  (ISBN 978-4-06-388522-4)

Au Cœur de Fukushima (1F (ichi-efu)) est un "bd-reportage" et une œuvre autobiographique relatant l'expérience de son auteur à la centrale nucléaire de Fukushima Daiichi. Il y décrit l'état des lieux après l'accident nucléaire qui a suivi le tsunami de mars 2011. Il témoigne aussi du quotidien des travailleurs affectés au nettoyage et à la décontamination, montrant la routine de leur vie et les mesures de sécurité qu'ils prennent.
Plus de deux cent mille exemplaires du livre ont été vendus le premier mois après sa publication.

### Prépublication
Kazuto Tatsuta a proposé ses planches à un concours du magazine Morning, remporté 1 000 000 de yens et la publication de son travail.

### Traduction française
La traduction française est réalisée par Frédéric Malet.
1. Au cœur de Fukushima, 4 mars 2016  (ISBN 978-2505064596)
2. Au cœur de Fukushima, 24 juin 2016  (ISBN 978-2505064602)
3. Au cœur de Fukushima, 7 octobre 2016  (ISBN 978-2505066361)

## Technique et style
Tatsuta travaille sans assistant et sans ordinateur. Son dessin est purement informatif sans effets de style.

## Critiques
On a reproché à l'auteur de décrire sous un jour trop positif les travaux de décontamination à Fukushima, certains commentateurs qualifiant cette BD de « propagande ». En particulier, il s'abstient de critiquer TEPCO. Tatsuta, lui-même, se montre critique vis-à-vis de la façon dont la presse parle du sujet.